# Alatage Mountain 001
Altage Mountain 001 (AM 001) – meteoryt kamienny należący do chondrytów oliwinowo-hiperstenowych L 5, znaleziony 30 kwietnia 2013 roku w regionie autonomicznym  Sinciang w Chinach. Meteoryt Altage Mountain 001 to okaz o masie 170 g i jest jednym czterdziestu dwóch meteorytów znalezionych  na pustyni Gobi w czasie ekspedycji zorganizowanej między 30 kwietnia a 1 maja. 